# Sutoki (sielsowiet Zaucie)
Sutoki – dawny folwark. Tereny, na których leżał, znajdują się obecnie na Białorusi, w obwodzie witebskim, w rejonie miorskim, w sielsowiecie Zaucie.

## Historia
W czasach zaborów w gminie Stefanpol, w powiecie dzisieńskim, w guberni wileńskiej Imperium Rosyjskiego.
W latach 1921–1945 folwark leżał w Polsce, w województwie wileńskim, w powiecie dziśnieńskim, w gminie Stefanpol, a od 1926 roku w gminie Hermanowicze.
Według Powszechnego Spisu Ludności z 1921 roku zamieszkiwało tu 21 osób, wszystkie były wyznania prawosławnego i zadeklarowały 153 białoruską przynależność narodową. Były tu 2 budynki mieszkalne. W 1931 w 2 domach zamieszkiwało 14 osób.
Wierni należeli do parafii prawosławnej w Stefanpolu. Miejscowość podlegała pod Sąd Grodzki w Łużkach i Okręgowy w Wilnie; właściwy urząd pocztowy mieścił się w Stefanpolu.